# Mohammed Daddach
Sidi Mohammed Daddach (in arabo  سيدي محمد دداش; Guelta Zemmur, 1957) è un politico ed ex prigioniero politico sahrāwī.

## La sua attività dopo la decolonizzazione
Imprigionato per più di due decenni dalle autorità marocchine fu il primo o uno dei primi prigionieri politici Saharawi.
Daddach diventò un importante simbolo della lotta Saharawi per l'autodeterminazione del Sahara Occidentale.
Si è impegnato fortemente sin dall'inizio dell'occupazione marocchina sulle violazioni dei diritti umani nel Sahara Occidentale, attirando l'attenzione sulle centinaia di Saharawi spariti fin dal 1975.
Nel 1979 fu per l'ennesima volta arrestato e condannato alla Pena di morte per aver tentato di collegarsi al Fronte Polisario. La condanna fu commutata alla pena dell'ergastolo nel 1994. La sua adozione da parte di Amnesty International come prigioniero di coscienza è del 1997.

## L'attività recente dopo ilpardonreale
Nel 1999 fu rilasciato per un perdono reale (Amnistia) dopo anni di campagne internazionali per il suo rilascio fatte da Amnesty International, da altre organizzazioni internazionali di difesa dei Diritti Umani e da gruppi Saharawi come l'AFAPREDESA (Associazione delle Famiglie dei Prigionieri e Desaparecidos Saharawi). Pur rilasciato gli veniva negato il diritto all'espatrio. Pressioni internazionali e anche un comitato locale coordinato da Ali Salem Tamek gli permise di avere il passaporto e la possibilità di un espatrio temporaneo.
Nel 2002 vinse il Premio Rafto per i suoi sforzi in difesa dei diritti umani e per l'autodeterminazione del suo paese. Alla consegna del premio, in Norvegia poté incontrare la madre per la prima volta dal 1975 quando scelse la via dell'esilio nei campi dei rifugiati a Tindouf in Algeria. Sempre nel 2002 fu insignito del premio Diritti dell'Uomo della Società Internazionale per i Diritti dell'Uomo (sezione svizzera). Per la sua impossibilità ad uscire dal territorio controllato dal Marocco, il premio fu ritirato il 21 settembre a Berna da Marguerite e Robert Emery ginevrini e membri del BIRDHSO associazione che lavora a favore dei diritti umani dei Saharawi.
Scelse di ritornare in patria e durante le manifestazioni dell'intifada non violenta del maggio 2005 è stato uno dei pochi leader Saharawi a non subire arresti, pur ricevendo pressioni e molestie dai servizi di sicurezza.
Daddach fa parte delle decine di attivisti Saharawi a cui è stato ritirato il passaporto nel 2006 al fine di controllarne l'espatrio. Al fine di permetterne l'espatrio l'organizzazione Rafto ha organizzato una petizione internazionale al fine di permettergli di presenziare alla cerimonia di consegna dei premi.